# Theophil Lotz
Theophil Lotz (* 28. Oktober 1842 in Rümlingen; † 25. Oktober 1908 in Basel) war ein Schweizer Mediziner, Kantonsarzt und Autor.

## Leben und Werk
Theophil Lotz war ein Sohn des Pfarrers Christoph Lotz (1800–1862) und der Anna Margarethe, geborene Le Grand (* 1807).
Lotz wurde in seinen ersten Jahren von seinem Vater unterrichtet. Anschliessend besuchte er das Gymnasium in Stuttgart und ab 1858 das Pädagogium in Basel. Seine Lehrer Jacob Burckhardt und Wilhelm Wackernagel weckten in ihm die Leidenschaft für Malerei, für Literatur und für klassische Musik, die ihn zeitlebens begleiteten sollte. 

1861 begann der an der Universität Basel Medizin zu studieren. 1864 und 1865 studierte er ein Semester an der Universität Würzburg und zwei Semester an der Universität Göttingen. Im Herbst 1865 kehrte Lotz nach Basel zurück und erwarb am 21. März 1867 den Doktortitel mit Auszeichnung. Anschliessend war er bis 1869 Assistenzarzt unter Carl von Liebermeister am Bürgerspital Basel. Als Arzt war er seit 1871 im Halbbataillon 80 eingeteilt und leistete Dienst bis 1886.

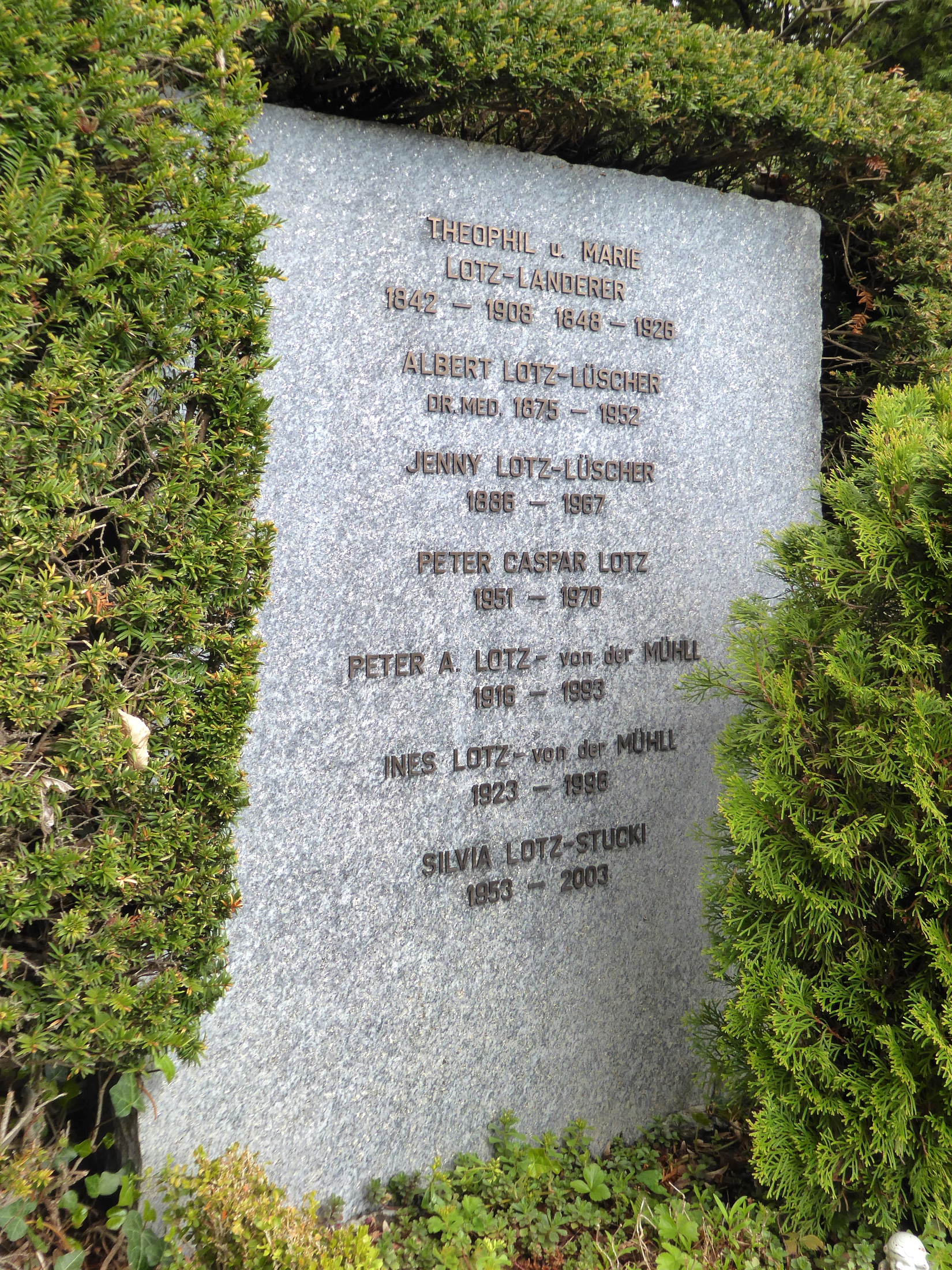
Grab auf dem Friedhof am Hörnli

Der Ausbruch des Deutsch-Französischen Kriegs (1870/1871) veranlasste Lotz mit einer Anzahl anderer Basler am 17. August nach Karlsruhe zu reisen, wo August Socin die Leitung des Bahnhofslazaretts mit Platz für 400 Verwundete übernommen hatte. Im Lazarett lernte er u. a. Rudolf Daniel Oeri kennen. Beide verband fortan eine lebenslange Freundschaft. Die letzten Monate, bis Ende März 1871, arbeitete Lotz unter der Leitung von Ernst von Bergmann. In der Freizeit besuchte er mit Oeri zahlreiche Mozart- und Beethoven-Opern-Konzerte und Museen.
Wieder in Basel praktizierte Lotz als praktischer Arzt. Sein Spezialgebiet war die Behandlung der Krankheit des Kehlkopfes. 1874 heiratete er Maria, geborene Landerer (1848–1926). Zusammen hatten sie drei Söhne.
Als Friedrich Brenner starb, war Lotz von November 1874 bis September 1875 stellvertretender Arzt an der Irrenanstalt hinter dem Markgräflerhof in Basel. Von 1874 bis 1887 gehörte er dem  Grossen Rat des Kantons Basel bzw. Basel-Stadt an. 1877 wurde er als Nachfolger von Peter Merian in den Vorstand der Akademischen Gesellschaft Basel gewählt. Später war er auch in der Kommission für die akademischen Vorträge tätig.
Als Fritz Müller, der für die Gesundheitskontrolle in Basel verantwortlich war, erkrankte, wurde Lotz 1876 provisorisch und 1877 definitiv an die neu geschaffene Stelle zum II. Kantonsphysikus gewählt. 1884 wurde er Nachfolger des ersten Physikus Louis de Wette (1812–1887). Als solcher wurde er Beisitzer mit beratender Stimme in der Sanitätskommission und setzte sich u. a. für die Zentralisation des schweizerischen Sanitätswesens ein. Später wurde Lotz von der Regierung in die Fabrikkommission und in die Kommission der Davos-Heilstätte für Lungenkranke gewählt. 1885 wurde er in die Primarschulinspektion und ein Jahr später in die Inspektion des Gymnasiums gewählt.
Ab 1887 war Lotz Mitglied der Schweizerischen Ärztekommission und ab 1902 deren Schriftführer. 1895 erfolgte seine Wahl in die Kuratel der Universität Basel. Ab 1899 war er Mitglied des fünfköpfigen Ausschusses des ärztlichen Zentralvereins. Die Wahl zu dessen Präsidenten lehnte er ab, blieb jedoch bis zu seinem Tod Vertreter der Basler in der schweizerischen Ärztekammer.
Theophil Lotz verstarb nach kurzer Krankheit und fand seine letzte Ruhestätte auf dem Friedhof am Hörnli.